# Ana do Carmo
Ana Maria do Carmo Rosseto, (Guaraciaba, 23 de janeiro de 1959), mais conhecida como Ana do Carmo, é uma sindicalista e política brasileira, filiada ao Partido dos Trabalhadores (PT). 

## Biografia
Iniciou sua militância na luta sindical, durante as greves trabalhistas de 1979 e 1980, quando era operária. 
É filiada ao PT desde sua fundação. Atua no movimento popular e de mulheres e nas lutas dos moradores por melhorias no bairro desde os anos 70.
Foi eleita vereadora em São Bernardo do Campo em 1988, quando estão passou a intensificar seu trabalho junto ao povo pobre da cidade, que, segundo ela, forma grande parte de seu eleitorado. Reelegeu-se vereadora em 1992, 1996 e 2000. 
Depois de ter sido suplente nas eleições de 1998, elegeu-se deputada estadual em 2002 com 67 752 mil votos. Em 2010, foi reeleita para o seu terceiro mandato na Assembleia Legislativa do Estado de São Paulo com 80 452 votos. Em 2014 foi eleita para um novo mandato de deputada estadual, com 72 238. Foi candidata a deputada federal em 2018, não conseguindo se eleger. Candidata em 2020, é eleita vereadora de São Bernardo do Campo e retorna à Câmara Municipal do município.